# Алдарово (Альшеєвський район)
Алда́рово (рос. Алдарово, башк. Алдар) — присілок у складі Альшеєвського району Башкортостану, Росія. Входить до складу Нікіфаровської сільської ради.
Населення — 105 осіб (2010; 119 в 2002).
Національний склад:
- башкири — 99 %